# Žabokreky
Žabokreky és un poble i municipi d'Eslovàquia que es troba a la regió de Žilina, al centre-nord del país.

## Demografia
| Godina             | 1994 | 2004   | 2014   | 2024 |
| ------------------ | ---- | ------ | ------ | ---- |
| Nombre de persones | 1084 | 1111   | 1208   | 1208 |
| Diferència         |      | +2,49% | +8,73% | +0%  |

| Godina             | 2023 | 2024   |
| ------------------ | ---- | ------ |
| Nombre de persones | 1194 | 1208   |
| Diferència         |      | +1,17% |

## Fills il·lustres
- Zsigmond Bachrich (1841-1913) violinista, violista i compositor.